# Prästgårdsparken i Östra Sallerup

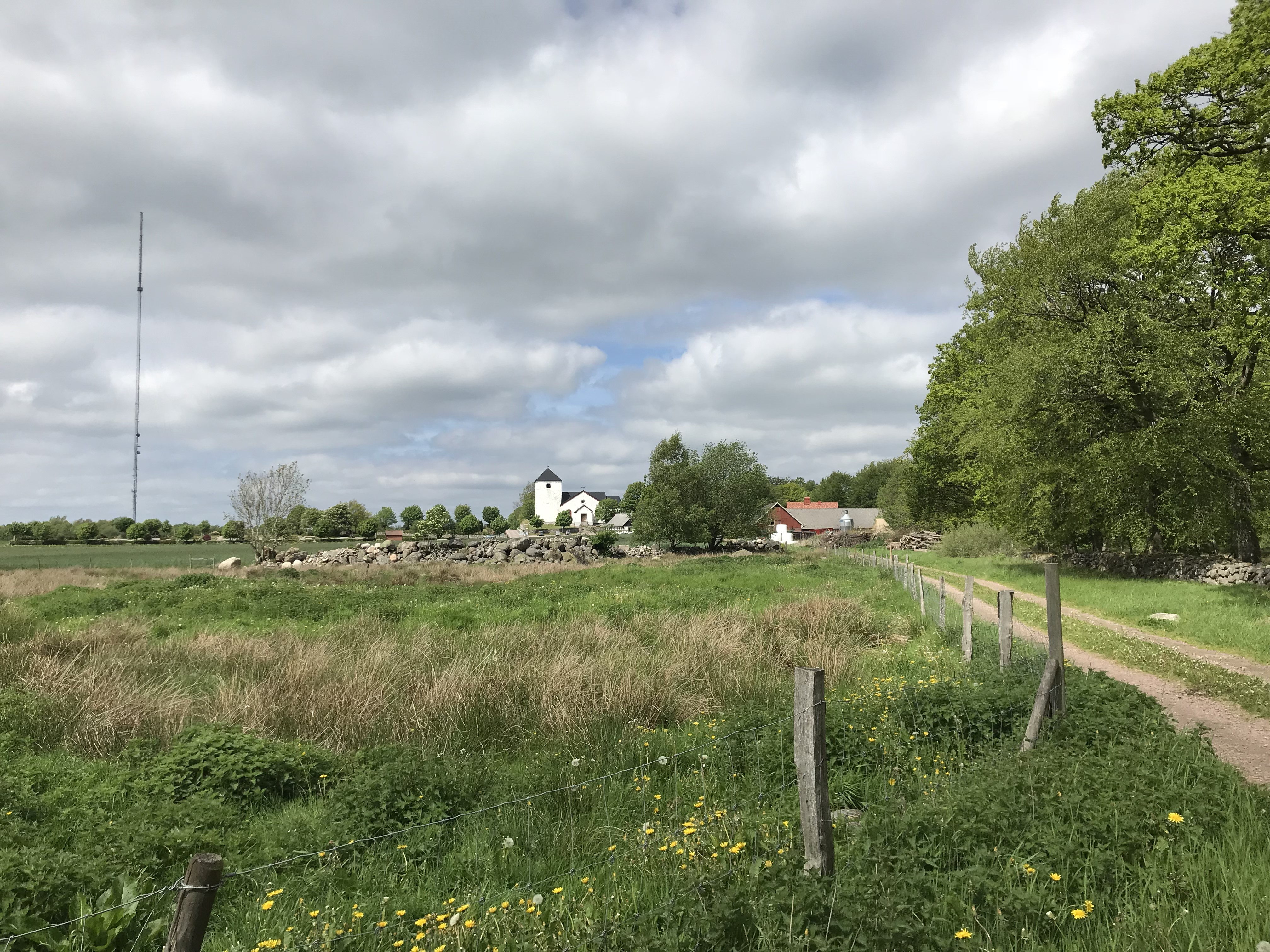
Östra Sallerups kyrka sedd vägen intill prästgårdsparken.

Prästgårdsparken i Östra Sallerup är en renässanspark i Östra Sallerup i Skåne.
Jöns Henriksson (1622–1689), tidigare Jens Henrichsen, präst i Östra Sallerup och Långaröd, anlade en parkanläggning strax söder om Östra Sallerups kyrka under sin tid som präst här. Efter hans död 1689 skördade man hö i den och längre fram fick området växa igen.
Prästgårdsparken är 260 x 220 meter stor, uppemot fem hektar, och är indelad i fyra kvarter. I det sydvästra kvarteret finns dubbla stenrader utlagda till ca nio meter höga bokstäver som utläses "CAROLVS XI MONARCHA SVECIÆ"  ("Karl XI Sveriges kung"). Det sydöstra kvarteret är en öppen yta med 24 stenformationer i två cirklar runt en i mitten, med en yttre diameter på 90 meter. De två norra kvarteren har dammar, som använts för odling av fisk. I den stora dammen i det nordvästra kvarteret finns en fyrkantig ö, på vilken efterkommande präster beskrivit att Jöns haft ett lusthus. I sydöstlig-nordvästlig riktning mellan de båda södra kvarteren går en bred perspektivgata som vidare över den största dammen pekar mot kyrkans torn.
På 1920-talet började en lärare vid Östra Sallerups kyrkskola att frilägga stenar i det sydvästra kvarteret med hjälp av frivilliga skolpojkar. Bokstäverna rensades från jord, mossa, gräs och buskar. Därefter har insatser gjorts i omgångar.
Parkens ursprungliga utseende är inte känt, men huvuddragen är bevarade från parkens tillkomst. Sedan början av 1990-talet har parken restaurerats i regi av Föreningen Jöns Henrikssons minne. Parken ligger på privat mark och markägaren ger inte längre tillstånd till att den sköts trots att den är ett fornminne.

## Bildgalleri

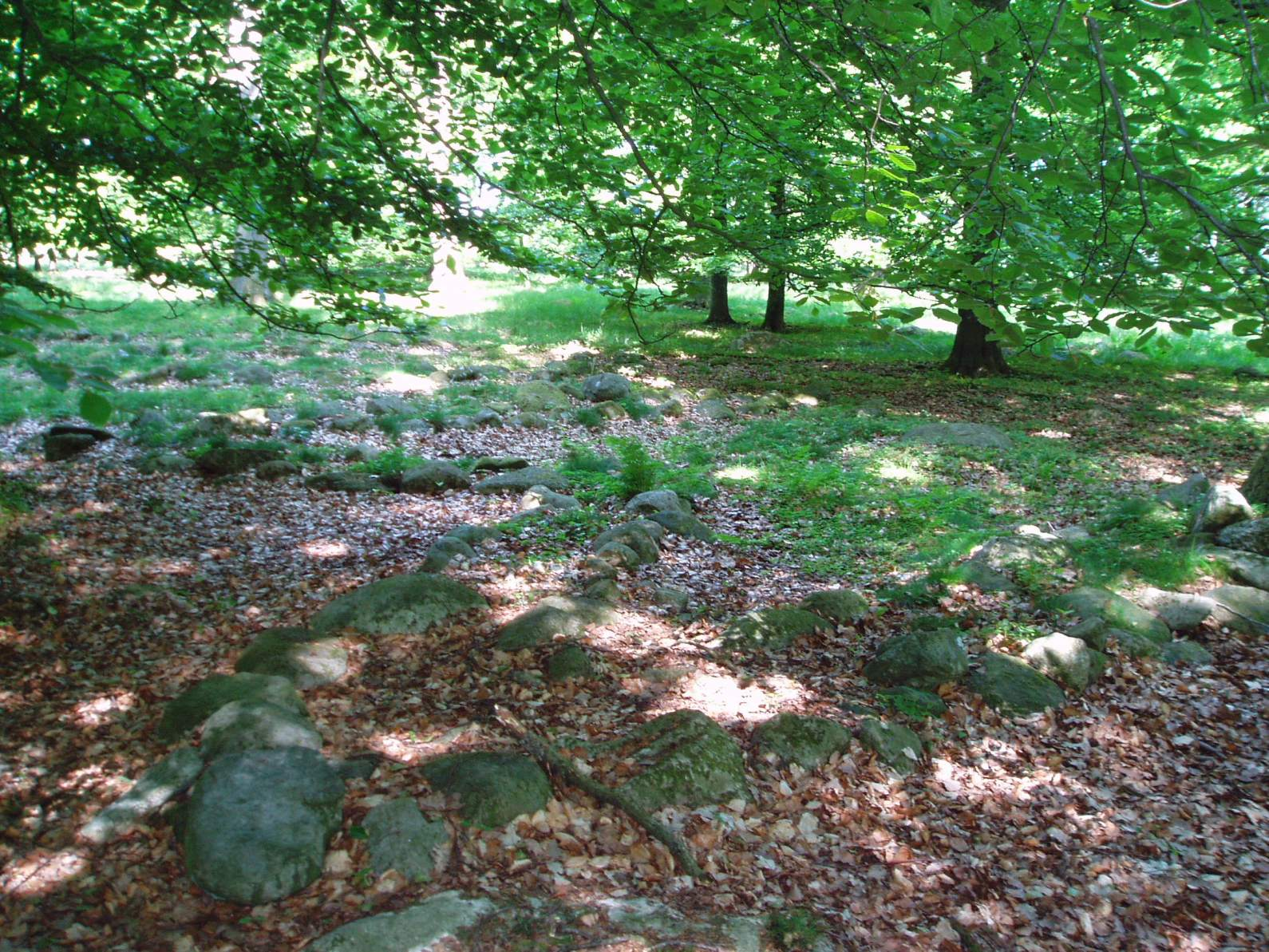
Bokstaven M
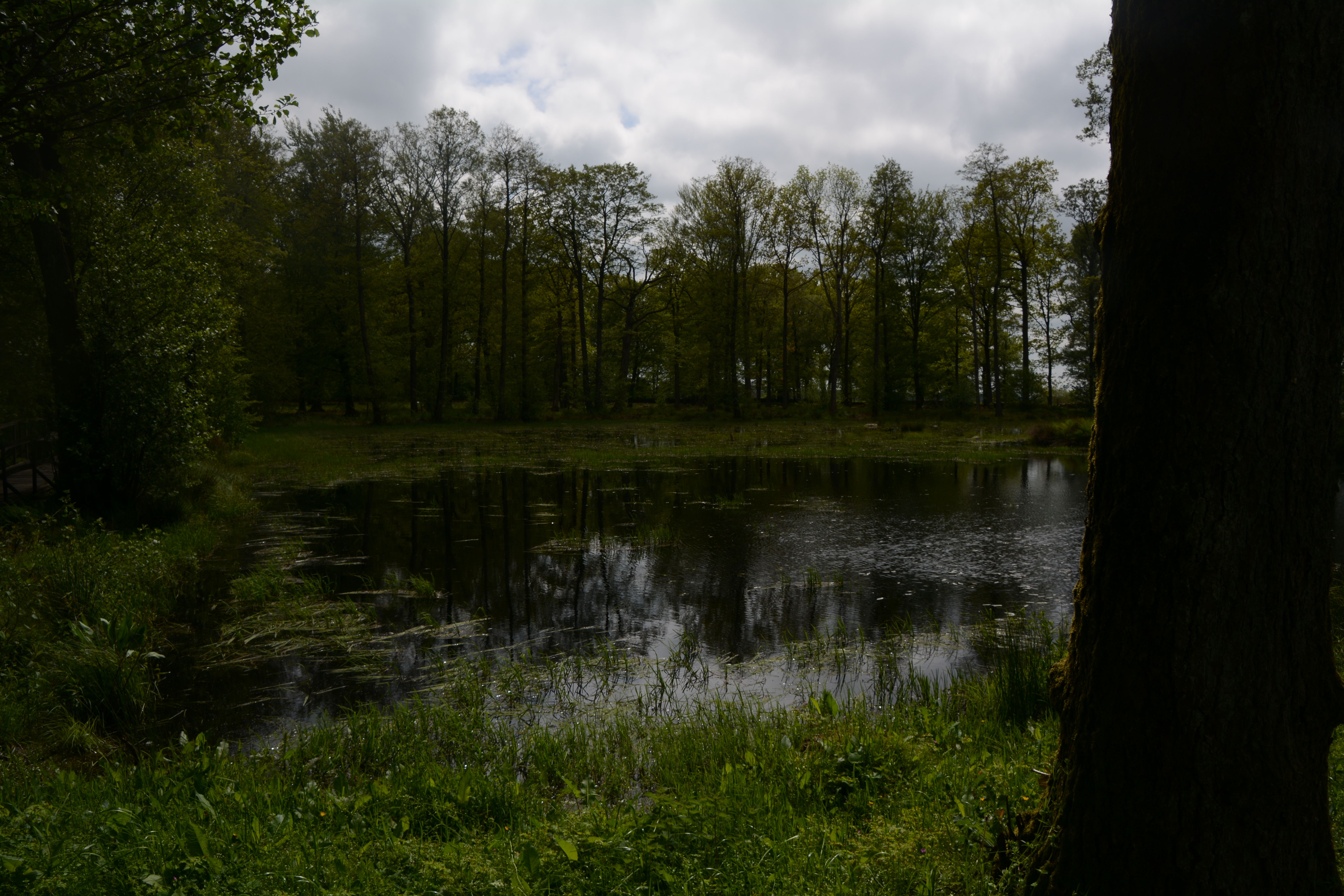
Damm i nordöstra kvarteret
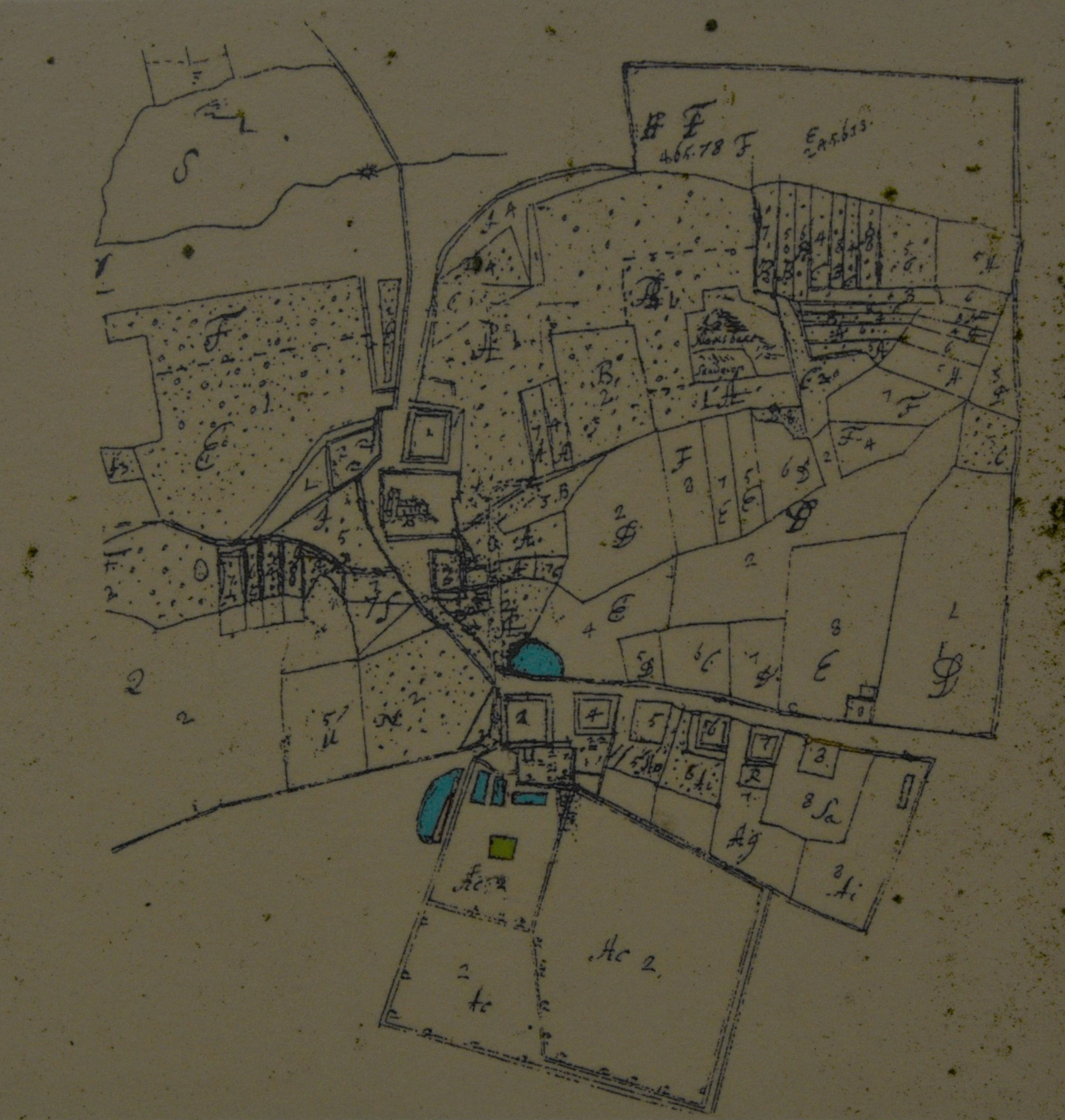
Lantmäterikarta från 1700-talet